# 無音のh・有音のh
無音の h・有音の h（むおんのアッシュ・ゆうおんのアッシュ）は、フランス語において単語の先頭に h 字が来る場合の区分で、前後の音に対するふるまいの違いから2種類に分類されるものである。
数世紀前までは、「無音の h」は無音（黙字）である一方「有音の h」は /h/ 音で発音されるものであったが、その後、音韻の変化があり、フランス語は /h/ を失った。現代フランス語では、「有音の h」は「無音の h 」同様それ自身は“無音”となり、ただ前後の音に対するふるまいの違いだけが残ることとなった。
こうした経緯からこれらの名称は、フランス語の初学者にとってはややわかりにくいものとなってしまっている。
一般的な仏和辞典などでは、「有音の h」をもつ単語には頭に † を付して目印としている（例: †hache、†haricot など。詳細は英語版及びフランス語版へのリンクを参照のこと）。

## 無音の h
語頭の h の多くは「無音の h」（h muet; アッシュ・ミュエ）である。「無音の h 」は、発音上全く無視され、「無音の h 」で始まる単語は母音で始まるのと同じ扱いになる。すなわち、直前の子音と直後の母音との間でリエゾンやエリジオンが発生する。
- l'histoire 「話、歴史」 ［リストワール（女性名詞）］ - エリジオンを生じる。 すなわち、定冠詞 la は母音を落とした上で histoire と一体的に発音される。
- les habits 「衣服（複数）」 ［レザビ（男性名詞）］ - リエゾンを生じる。 すなわち、通常は [le] と発音する les を [lez] とした上で、全体を一体的に発音。
- l'héroïne 「女英雄」 ［レロイーヌ（女性名詞）。[1]

## 有音の h
語頭の h のうち比較的少数のものを「有音の h」（h aspiré; アッシュ・アスピレ）と呼ぶ。「有音の h 」はそれ自身は発音されないにもかかわらず、あたかもそこに子音があるようにふるまう。すなわち、直前の子音と直後の母音との間のリエゾンやエリジオンは阻害される。
- la hache 「斧」 ［ラ・アッシュ（女性名詞）］ - * l' hache [ラッシュ] とはならない。
- les haricots 「いんげん豆（複数）」 ［レ・アリコ（男性名詞）］ - ［レザリコ］とはならない（単数の場合は le haricot [ル・アリコ]）。

「有音の h」はゲルマン語（古フランク語等）からの借入語に多く、借入当時は発音されていたものである。フランス革命の頃までその発音が残っていたとされる。また、近代以降に入った外来語の多くは「有音の h 」である。一方、ラテン語語源の言葉にも「有音の h」がある。
- le héros 「英雄」 ［ル・エロ（男性名詞）、複数形は les héros レ・エロ］

なお、カナダ・ケベック州周辺のフランス語では「有音の h」が発音されることがあるが、これは英語の影響を受けて二次的に発生した特徴である。
また、[x]（無声軟口蓋摩擦音）はフランス語本来の音素にないが外来語の音として取り入れられており、中国語など原音が [x] の場合「h」を [x] で発音することがある。

## 後づけ的に挿入された h
以下は有音・無音の議論とは直接関係はないが、基本的に語頭の h に関する話であるので、便宜上ここに掲載する。
前提知識として、発音しないhはフランス語の造語法でもよく使われる。同形語（特にuとvが混用された時代において）を区別するために語頭にが追加される場合や、16世紀のトレマ導入以前に語中で母音字の連続を分断させ、誤読を防止する役目を果たす場合がある（cahier 「ノート」 、trahir 「裏切る」など。 h がない場合、 a と i が隣り合わせて ai「エ」と発音されるため）。
以下、とくにことわりのない語は「無音のh」に分類されるものである。
- l'huile「油」 ［リュイル（女性名詞）］ -  vile「卑しい」との同形を避けるために語頭にhが追加される[1][2]。
- l'huître「牡蠣」 ［リュイトル（女性名詞）］ -  vitre「ガラス」との同形を避けるために語頭にhが追加される[2]。
- huit 「8」［ユイト（数詞）］：vit（vivreの3人称現在 / voirの3人称単純過去）と区別するために語頭にhが追加される。数詞の前で原則エリジオンとリエゾンをしないため、「有音の h」とされる[2]。
- haut 「高い」［オ（男性形容詞）、女性形は haute オト］- ラテン語 altus に由来するが、綴りの上でフランク語 hoh「高い」の影響を受けたと考えられる。

## 背景および近縁語における類似例
ラテン語の "h" は、俗ラテン語時代に入るとほとんど発音されなくなっていたことが知られている。この結果として、現在のロマンス諸語の中でラテン語由来の h 音を保存している言語は全く存在せず、多くの言語では /h/ 音自体が存在しない。
フランス語の発達もこの経緯にもれないながら、一時期は外来語などのために /h/ 音も設けられたのだが、結局それも再度失われてしまい、/h/ のない現代フランス語に至っている、ということになる。
ちなみにスペイン語の発達過程においては、語頭に f をもつ単語の一部において、 f > h > 無音 のような子音弱化が生じたことが知られている。すなわち、当初 /h/ の存在しなかったところに語頭専用音として /h/ を得、その後再度失っている。